# 本田雅衣
本田 雅衣（ほんだ あい、1989年7月14日 - ）は、日本の女子バスケットボール選手である。埼玉県出身。ニックネームは「ユメ」。ポジションはガードフォワード。

## 来歴
狭山スターズでバスケを始め、狭山東中、東京成徳大高を経て、ジャパンエナジーに入社。バスケットボール部に所属。
ジュニア日本代表も経験している。
2012年引退。山形銀行ライヤーズのアシスタントコーチに就任、2013年4月から選手として活動。
2014年、羽田ヴィッキーズに移籍。2年ぶりのWリーグ復帰となる。2016年退団。

## 経歴
- 東京成徳大高 - JOMO（2008年〜2012年） - 山形銀行（2013年〜2014年） - 羽田（2014年～2016年）

## 日本代表歴
- 2007アジアジュニア選手権